# 欧洲引力天文台
欧洲引力天文台（英語：European Gravitational Observatory，缩写为EGO）位于意大利比萨附近的卡希纳，它由法国国家科学研究中心（CNRS）和意大利核物理国家研究所（INFN）设立，旨在保障室女座干涉仪（Virgo）的长期引力波探测研究，以及促进欧洲在引力波这一新兴领域中的国际合作。

## 概述
室女座干涉仪臂长为3公里的干涉仪 ，最初仅为意大利-法国协作，后来包括荷兰、波兰、匈牙利和西班牙等国陆续加入，涉及成员国的11个实验室和150多位科学家。